# Brauerei Trunk
Die Brauerei Trunk ist eine Brauerei in Vierzehnheiligen in Oberfranken. Die Brauerei hat pro Jahr ca. 10.000 hl Bierausstoß.

## Geschichte

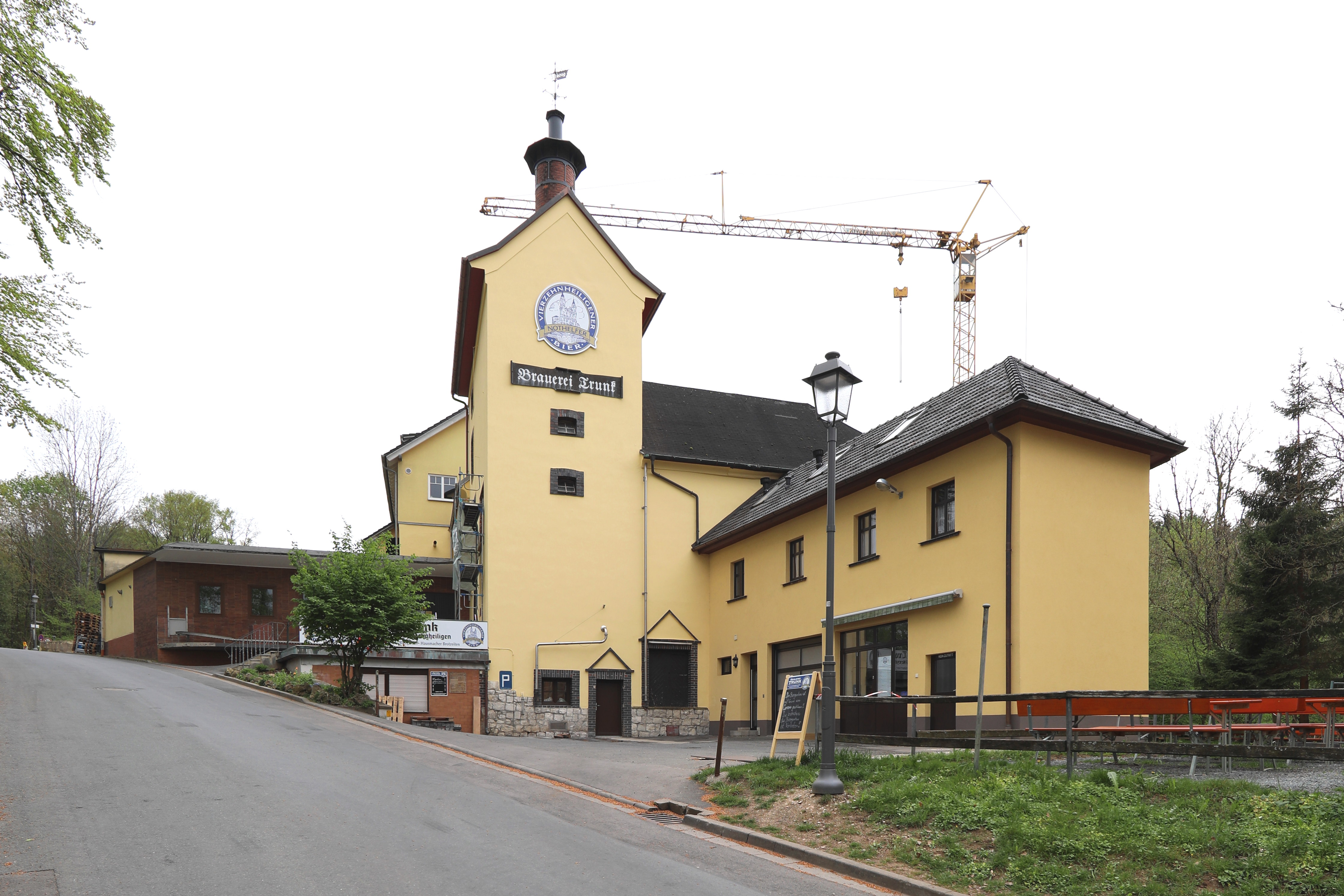
Brauerei Trunk

Bereits seit Mitte des 15. Jahrhunderts bestand an der Wallfahrtsstätte Vierzehnheiligen eine Gaststätte, die Bier ausschenkte. Diese bezog ihr Bier zunächst aus der Langheimer Klosterbrauerei, ab dem 18. Jahrhundert auch aus dem Klosterhof in Trieb. Seit 1803 lässt sich eine „Alte“ Klosterbrauerei Vierzehnheiligen nachweisen, die neben der Basilika Vierzehnheiligen betrieben wurde. Zwischenzeitlich bestanden in Vierzehnheiligen drei Brauereien nebeneinander. Neben dem Gastwirt zum Hirschen in der alten Wallfahrtsgaststätte bestand Mitte des 19. Jahrhunderts die Franziskaner-Convent-Bierbrauerei. Die heutige Brauerei geht auf den Gasthof Goldener Stern zurück, der von der Familie Martin geführt wurde und 1882 ein eigenes Brauhaus errichtete. Sie wurde zunächst als Sternbräu Vierzehnheiligen bezeichnet und nach 1950 in Brauerei Martin umbenannt. 1989 wurde die Brauerei von der Familie Trunk übernommen und als Brauerei Trunk weitergeführt. Ab 1933 bestand eine Mälzerei, die allerdings vor der Übernahme durch die Familie Trunk stillgelegt wurde. Heute befindet sich in der ehemaligen Mälzerei das Bräustüberl.

## Sorten
Die Brauerei Trunk stellt mit Stand Februar 2022 unter der Marke Vierzehnheiligener Nothelfertrunk fünf Sortimentsbiere und vier Saisonbiere her. Die Sortimentbiere sind Nothelfer Export Dunkel, Nothelfer Pils, Nothelfer Lager, Nothelfer Bio-Weisse und Hausbrauer Hell. Hinzu kommen die vier Saisonbiere Nothelfer Silberbock, Nothelfer Fastenbock, Nothelfer Festbier und Erntebier.
Der Name des Vierzehnheiligener Nothelfer-Trunk geht auf die Vierzehn Nothelfer zurück, die in vielen künstlerischen Darstellungen und als Statuen auch in der Basilika Vierzehnheiligen zu sehen sind.